# Paschaline Alex Okoli
Paschaline Alex Okoli es una actriz nigeriana, conocida principalmente por su papel de Cordelia en la comedia El diario de Jenifa. 

## Biografía
Paschaline proviene de Orumba, en el estado de Anambra, parte del sureste nigeriano. Estudió en la Universidad Estatal de Imo donde obtuvo un título en francés.

## Carrera
Debutó como actriz profesional en 2010 con la película Definition Of Love. Sin embargo, obtuvo reconocimiento en la comedia de situación titulada El diario de Jenifa, donde interpretó el papel de Cordelia, junto a la actriz de nollywood Funke Akindele.
Fue nominada al premio City People Movie Award como Mejor Actriz Revelación del Año.

## Controversia
Atrajo la atención de los medios nigerianos al afirmar que podía realizar un desnudo si el personaje lo requería y también; si la paga era lo suficientemente buena. Aunque a escala global esto no suele ser un problema, en la sociedad nigeriana suele estar mal visto.
Paschaline, de vez en cuando sube fotografías consideradas obscenas de sí misma a Internet y aunque algunos la apoyen, también hay críticos que la cuestionan por hacerlo.